# 金子政熙
金子 政熙（かねこ まさき、生没年不詳）は戦国時代・安土桃山時代の武将。金子家政の子。金子政景の父。

## 略歴
金子氏は代々武蔵国入間郡金子（埼玉県入間市金子）を領しており、戦国時代には後北条氏の八王子城の北条氏照に従っていた。
天正18年（1590年）の小田原征伐で後北条氏が滅亡すると上杉景勝に属したが、慶長5年（1600年）の徳川家康による会津征伐によって、景勝の領地が削減されたとき浪人の身となった。
その後は京都所司代板倉勝重に仕えた。